# John Weaver (Tänzer)
John Weaver (* 21. Juli 1673 in Shrewsbury, Shropshire; † 24. September 1760 ebenda) war ein britischer Tänzer, Choreograf und Tanzhistoriker.

## Leben
Weaver stammte aus einer englischen Tanzmeisterfamilie und wirkte etwa seit 1700 als Grotesktänzer und Choreograf in London. 1717–1721 war er am Drury Lane-Theater engagiert. 
Weil das Drama die angesehenste Literaturgattung war, versuchte Weaver ein Tanzdrama nach dem Vorbild der antiken Pantomime zu schaffen. Der Text seines Werks Loves of Mars and Venus (1717) enthält detaillierte Angaben über die Aktionen auf der Bühne und ist eine wichtige Quelle zur Rekonstruktion des pantomimischen Tanzes zu jener Zeit. Weaver beeinflusste bedeutende Choreografen des späteren 18. Jahrhunderts wie Gasparo Angiolini und Jean Georges Noverre und ist damit ein Vorläufer des Handlungsballetts.
Zudem betätigte sich Weaver als Buchautor. Als Pionier der Tanznotation verbreitete er die Beauchamp-Feuillet-Notation in Großbritannien. Als Tanzhistoriker beschäftigte er sich mit dem Tanz in der Antike und publizierte 1712 eine umfassende Tanzgeschichte. Sein Traktat über die Pantomime aus dem Jahr 1728 wurde viel beachtet und diente neueren Formen der Pantomime als Rechtfertigung.

## Werke (Auswahl)

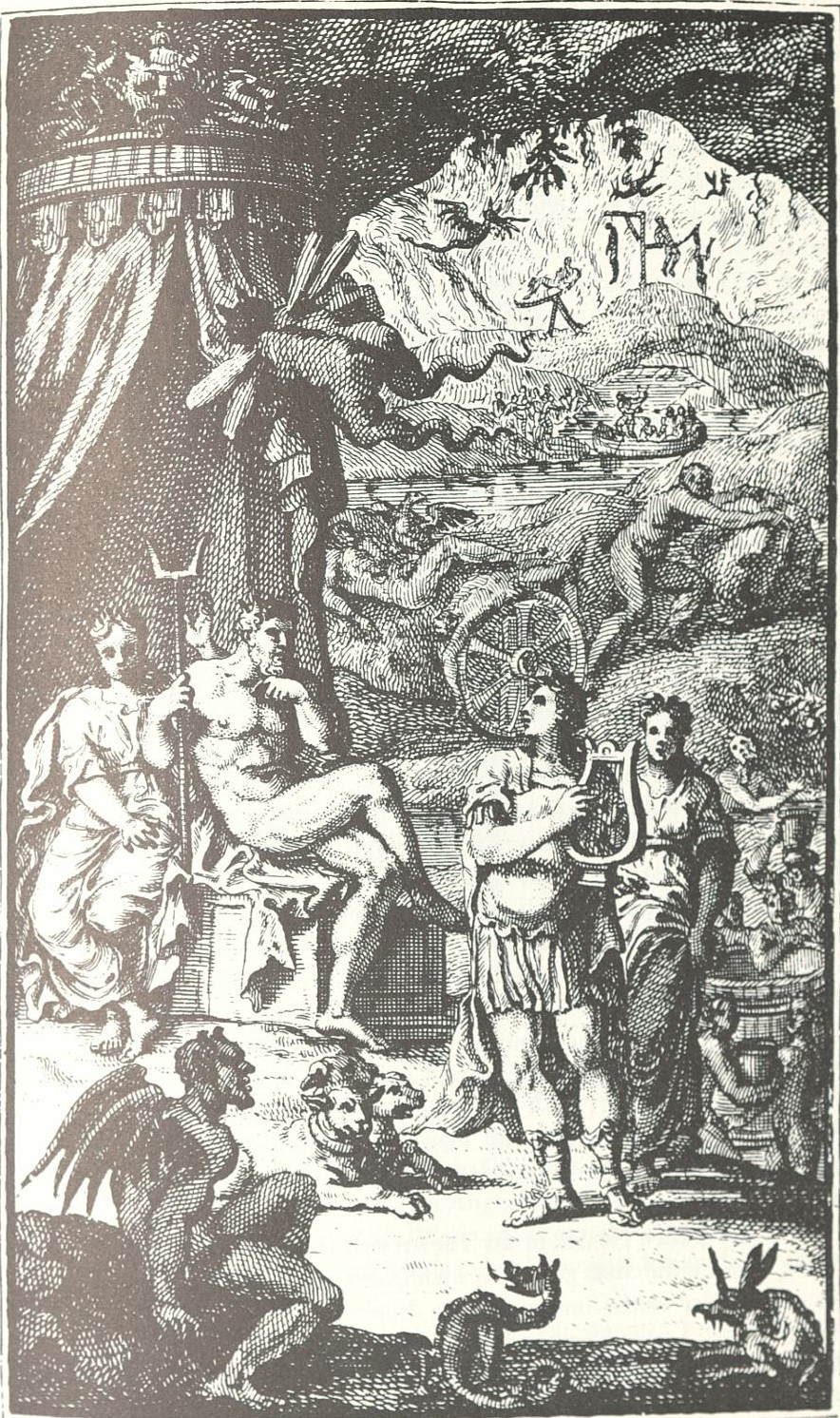
Titelbild zu Weavers Orpheus and Eurydice (unbekannter Künstler, 1718)

### Schriften
- A Small Treatise of Time and Cadence in Dancing, 1706
- A Collection of Ball-Dances Performed at Court, 1706
- Orchesography or, The Art of Dancing, by Characters and Demonstative Figures, 1706
- Essay towards an History of Dancing, 1712
- Anatomical and Mechanical Lectures Upon Dancing, 1721
- History of the Mimes and Pantomimes, 1728

### Choreografien
- The Tavern Bilkers, London 1702
- The Loves of Mars and Venus, 1717
- Orpheus and Eurydice, 1718
- Judgement of Paris, 1733